# Gateway Stadium
Gateway Stadium – wielofunkcyjny stadion w mieście Ijebu-Ode w Nigerii. Najczęściej używany jest jako stadion piłkarski, a swoje mecze rozgrywa na nim drużyna FC Ebedei. Stadion może pomieścić 20 tysięcy widzów. Na tym obiekcie będą rozgrywane mecze Mistrzostwa Świata U-17.